# Trigonostemon fragilis
Trigonostemon fragilis är en törelväxtart som först beskrevs av François Gagnepain, och fick sitt nu gällande namn av Airy Shaw. Trigonostemon fragilis ingår i släktet Trigonostemon och familjen törelväxter. IUCN kategoriserar arten globalt som sårbar. Inga underarter finns listade i Catalogue of Life.